# Warwick Umetniški center
Warwick umetniški center ( WAC ) je umetniški kompleks z več prizorišči na Univerzi Warwick v Coventryju v Angliji. Letno privlači približno 300.000 obiskovalcev na več kot 3.000 posameznih dogodkov, ki zajemajo sodobno in klasično glasbo, dramo, ples, komedijo, filme in vizualno umetnost. Warwick Arts Center je največje umetniško središče v Midlandsu in največje tovrstno prizorišče v Veliki Britaniji zunaj Barbican Centra v Londonu.   
Warwick umetniški center obsega šest prostorov na isti lokaciji, vključno s koncertno dvorano, dvema gledališčema, kinom, umetniško galerijo (Galerija Mead) in konferenčno sobo ter gostinskimi apartmaji, kavarno, trgovinami in bari. WAC vključuje tudi univerzitetno knjigarno . 
V centru je Glasbeni center Univerze z vadbenimi dvoranami in soba za vaje ansambla, kjer vadijo glasbena društva in skupine. 
Kapacitete; 1.340 (Butterworth Hall), 550 (WAC Theatre), 220 (WAC Cinema), 150 (WAC Studio)